# SN 185
SN 185 est le nom donné à une étoile invitée désormais considérée comme une supernova qui est apparue en l'an 185 près de l'étoile Alpha Centauri, à la frontière entre les constellations du Compas et du Centaure. Il s'agit d'une des huit supernovas historiques identifiées comme telles au sein de la Voie lactée, et la plus ancienne de celles-ci.

## Témoignage historique
Cette étoile a été observée par les astronomes chinois de l'époque. Il n'existe qu'une seule source écrite clairement identifiée rapportant ces observations. Il s'agit du Hou Hanshu (litt. « Histoire de la fin de la dynastie Han »).
Il existe un débat pour savoir si des témoignages de l'époque romaine font état de l'observation de cet objet (celui-ci était situé quelques degrés au-dessus de l'horizon sud depuis la latitude de Rome, donc potentiellement visible), mais cela n'est pas certain. En tout état de cause, ces éventuels témoignages n'apportent pas d'information astronomique supplémentaire sur la nature de l'objet. Il a également été suggéré que cet évènement ait été à l'origine de la présence d'un bouclier sur les pièces frappées à l'effigie de l'empereur Caracalla, né en 186, mais cette interprétation ne fait pas non plus l'unanimité parmi les spécialistes.
.

## Dates de visibilité
Cette source mentionne très clairement la date de première observation de l'étoile, correspondant au 7 décembre 185. La date de dernière visibilité est par contre sujette à caution, car si le mois de dernière observation est clairement indiqué (il correspond au mois de juillet) le terme utilisé pour l'année est hou nian, qui peut s'interpréter soit comme « l'année suivante » (186), soit comme « l'année après la suivante » (187). Dans les deux cas, une visibilité de plus de six mois est établie.

## Localisation
L'astérisme où l'étoile est apparue est Nanmen, qui, bien que cela ne soit pas absolument certain, correspond très vraisemblablement aux étoiles Alpha et Beta Centauri, soit dans le plan galactique, ce qui, ajouté à la période de visibilité assez longue (au minimum 6 mois), peu compatible avec un évènement de type nova, conforte l'hypothèse que l'étoile était une supernova, celle-ci se produisant presque exclusivement au sein des zones de formation d'étoiles, c'est-à-dire dans les bras spiraux des galaxies.

## Luminosité et couleur
Le témoignage fait état d'un objet « grand comme la moitié d'un tapis ». Ce terme n'est pas utilisé dans d'autres témoignages et son interprétation n'est pas claire. Il pourrait suggérer un objet étendu, favorisant une nature cométaire de l'astre, mais aucune mention de déplacement ou d'observation d'une queue n'est présente. L'objet est relaté comme étant « multicolore », ce qui peut s'interpréter comme résultant d'effet de réfraction atmosphérique due à la faible élévation de l'objet. Ces effets de réfraction pourraient également être à l'origine de l'impression d'une taille apparente importante pour un objet lumineux sans que celui-ci possède une taille angulaire notable.

## Identification du rémanent
Les éléments ci-dessus (luminosité probablement importante, longue date de visibilité, absence de mention de mouvement, et localisation dans le plan galactique) suggèrent très fortement que cet objet correspond à une supernova, sans que cela puisse être établi avec une certitude absolue. De nombreux travaux ont été effectués pour localiser les possibles rémanents de cet objet.

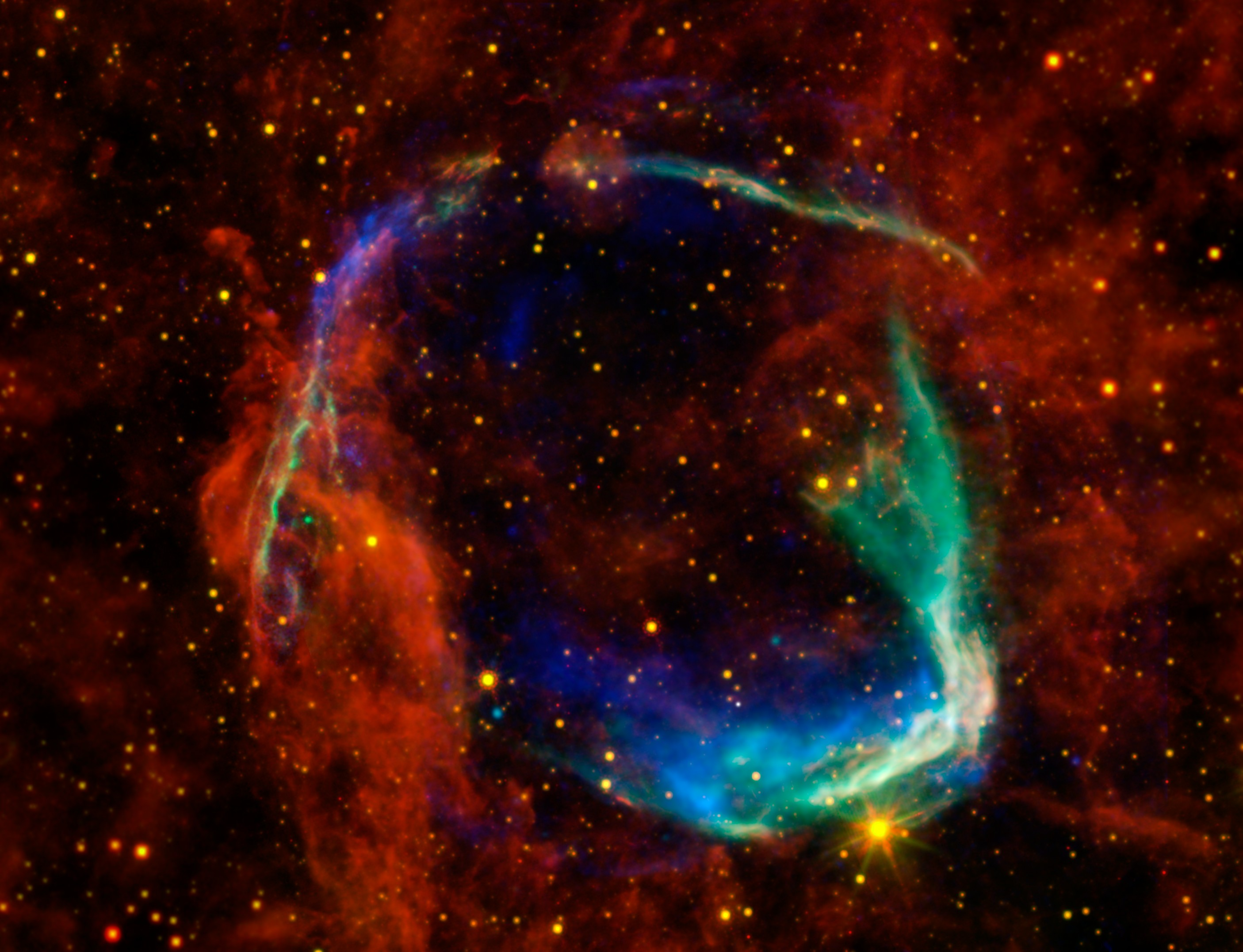
Combinaison entre les images infrarouges du télescope spatial Spitzer et de WISE avec les données en rayons X du télescope spatial Chandra et de l'observatoire XMM-Newton dans cette image (composite) de RCW 86.

Il existe de nombreux rémanents dans la zone de l'astérisme Nanmen. Parmi ceux-ci, le plus vraisemblable est RCW 86, également connu sous le nom de SNR G315.4−2.3. La taille angulaire de cet objet, conjuguée avec sa distance supposée, rendent l'âge de cet objet compatible avec 1800 ans. Ce rémanent, dont la forme de coquille est très régulière suggère une supernova de type Ia, ce qui est corroboré par l'absence de pulsar détecté en son sein. Ce rémanent a fait l'objet de nombreuses études, notamment dans le domaine des rayons X, qui confirment la vraisemblance de cette identification. 

Un autre candidat, G320.4-1.2 a également été proposé. Il contient cette fois un pulsar, PSR B1509-58, dont l'âge estimé pourrait être compatible avec la date de l'apparition de la supernova. Ce type d'estimation reste cependant peu fiable, l'âge caractéristique d'un pulsar étant en mesure de différer significativement de son âge réel. De plus, ce rémanent est situé significativement à l'écart des étoiles Alpha et Beta Centauri, qui sont les candidats les plus probables des composantes de l'astérisme Nanmen.